# Јертовец
Јертовец је насељено место у саставу општине Коњшчина у Крапинско-загорској жупанији, Хрватска. До територијалне реорганизације у Хрватској налазио се у саставу старе општине Златар-Бистрица.

## Становништво
На попису становништва 2011. године, Јертовец је имао 730 становника.

## Попис1991.
На попису становништва 1991. године, насељено место Јертовец је имало 883 становника, следећег националног састава:
| Попис 1991.‍  | Попис 1991.‍  | Попис 1991.‍ | Попис 1991.‍ | Попис 1991.‍ |
| ------------ | ------------ | ----------- | ----------- | ----------- |
|              |              |             |             |             |
| Хрвати       | Хрвати       |             | 863         | 97,73%      |
| Југословени  | Југословени  |             | 2           | 0,22%       |
| Македонци    | Македонци    |             | 1           | 0,11%       |
| неопредељени | неопредељени |             | 3           | 0,33%       |
| непознато    | непознато    |             | 14          | 1,58%       |
| укупно: 883  |              |             |             |             |